# Dodge City (Alabama)
Pour les articles homonymes, voir Dodge (homonymie).
Dodge City est une ville du comté de Cullman  dans l'État d'Alabama, aux États-Unis,.
Elle est située au centre du comté, au nord de l’État. La ville est incorporée en 1993.

## Démographie
| 2000 | 2010 |
| ---- | ---- |
| 612  | 593  |

## Source de la traduction
- (en) Cet article est partiellement ou en totalité issu de l’article de Wikipédia en anglais intitulé « Dodge City, Alabama » (voir la liste des auteurs).